# Carl Wilhelm Ericsson
Carl Wilhelm Ericsson (i riksdagen kallad Ericsson i Ullvi), född 15 september 1822 i Irsta församling, Västmanlands län, död där 8 maj 1874, var en svensk lantbrukare och politiker. Han företrädde bondeståndet i Tuhundra och Siende härader vid ståndsriksdagen 1865–1866.